# پارک ملی تندوره
پارک ملی تندوره در شمال شرقی ایران و نزدیک ترکمنستان در ۳۷ درجه و ۲۹ دقیقه
تا ۳۷ درجه و ۳۳ دقیقه عرض جغرافیایی و ۵۸ درجه و ۳۳ دقیقه تا ۵۸ درجه و ۵۴ دقیقه طول جغرافیایی واقع گردیده‌است. براساس تقسیم‌بندی مجموعه تندوره در شمال استان خراسان رضوی در شهرستان درگز قرار دارد. این منطقه در حوزه آبریز هریرود و کشف‌رود و زیرحوزه رودخانه دهستان درونگر قرار گرفته‌است. پارک ملی تندوره که زمانی تفرجگاه و محل تفریح مردم شهرستان درگز و شهرستان قوچان بود، از زیباترین و عمیق‌ترین دره‌های ژرف و پرشیب و تپه ماهورها بهره‌مند می‌باشد و از بهترین زیستگاهای جانوران وحشی به ویژه پلنگ ایرانی، قوچ و میش اوریال می‌باشد که چنانچه صبح زود یا غروب در این منطقه باشید گله‌های کل و بز را می‌توانید بینید که در حال چرا می‌باشند.

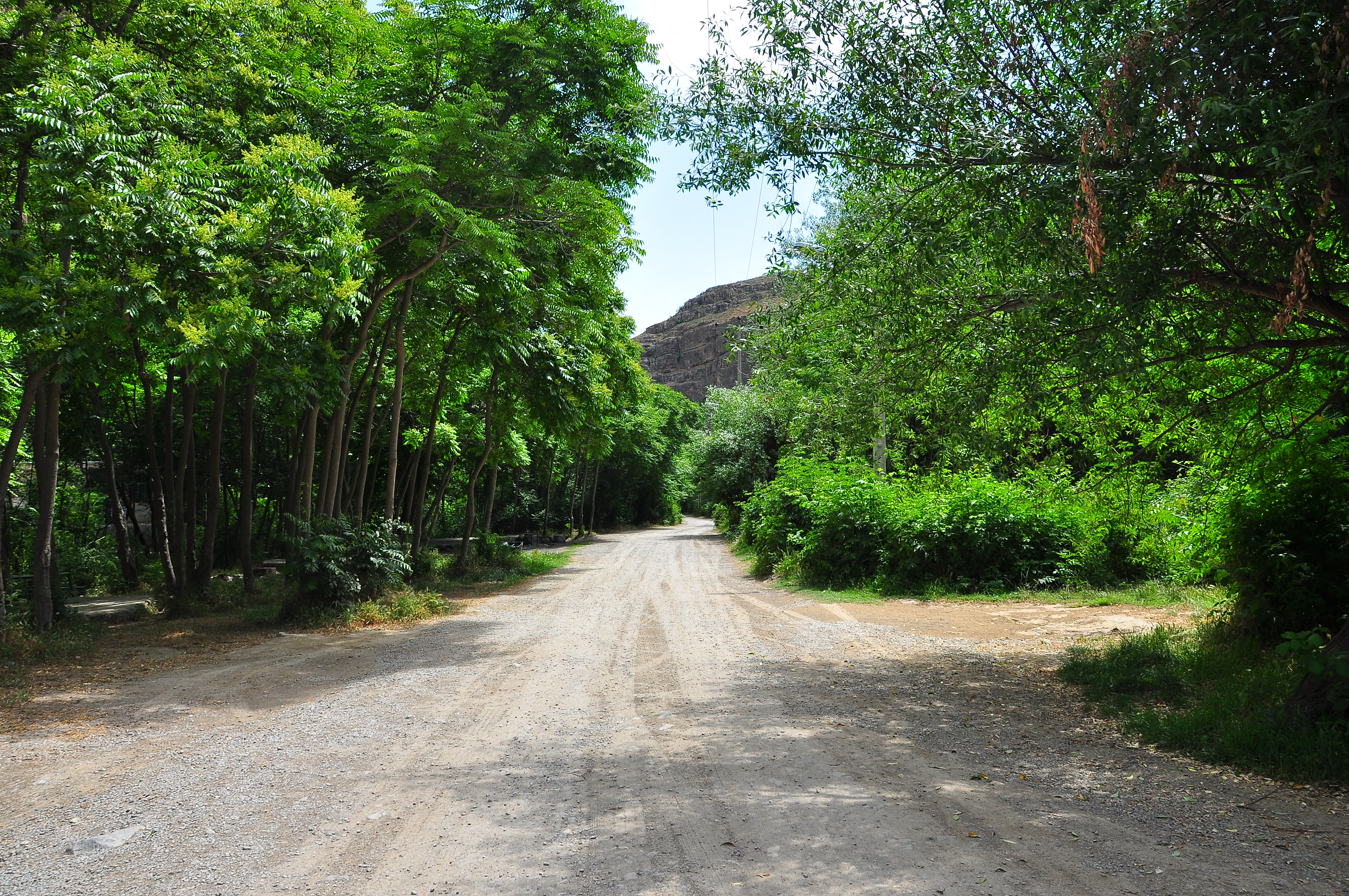
پارک ملی تندوره

## ویژگی‌ها
مرتفع‌ترین نقطه این منطقه قله قنبرعلی در جنوب محدوده به ارتفاع ۲۵۸۶ متر است و پست‌ترین نقطه با ارتفاع ۸۸۴ متر در بخش شمالی محدوده قرار دارد.
این منطقه فاقد مراکز جمعیتی می‌باشد و تنها پاسگاه‌های محیط بانی چهل‌میر، بابانستان، شکراب، تیوان، درونگر، چرلاق و زیارتگاه علی بلاغ در آن قرار دارند. تندوره از نظر منابع آبی فاقد رودخانه‌های مهم است و قسمت اعظم منابع آب این منطقه را چشمه‌ها تشکیل می‌دهند. درجه حرارت هوا در این منطقه در فصل زمستان تا ۲۰- درجه نیز می‌رسد و هرساله حداقل ۴ ماه از سال در این منطقه برف وجود دارد. میزان بارندگی سالانه در این منطقه ۲۵۰ تا ۳۰۰ میلی‌متر می‌باشد و توزیع بارندگی در فصول مختلف بسیار متفاوت است که بیشتر حجم باران در فصل بهار رخ می‌دهد.
آبدهی چشمه‌های منطقه چشمگیر نبوده و تنها چشمه‌های چهل‌میر و چرلاق به‌طور نسبی دارای آبدهی بیشتری در مقایسه با سایر چشمه‌ها می‌باشند.
شکل خاص زیستی، ساختمان خاک، تغییرات ارتفاع، میزان بارش و شکل آن و نوسانات و گرما سبب گردیده پوشش گیاهی متنوعی در این ناحیه دیده شود.
پارک ملی تندروره از نظر ذخایر طبیعی و حیاتی، تنوع زیستی و نمونه‌های حیات وحش (قوچ و میش اوریال) و پدیده‌های ارضی و دیگر ویژگی‌های خاص در نوع خود پارکی ممتاز می‌باشد.
این پارک از یک سری کوه‌های مرتفع و متصل به هم تشکیل شده‌است و رشته‌کوه مشخصی ندارد.

## مسیر ارتباطی
راه اصلی پارک جاده شوسه قوچان به درگز می‌باشد که ازچهارنقطه می‌توان به پارک دسترسی پیدا کرد.
- ۱- قریه اینچه کیکانلو (واقع بر سر راه درگز - قوچان) تا پاسگاه شکر آب (جنوب پارک) ۱۰ کیلومتر.
- ۲-از درگز تا پاسگاه چهل میر (شرق پارک) ۳۰ کیلومتر.
- ۳- از نوخندان تا زیارتگاه بابانستان (شمال پارک) ۱۲ کیلومتر.

## تاریخچه
پارک ملی تندوره (تنوره) با مساحت ۷۳۴۳۵ هکتار در بهمن ماه سال ۱۳۴۷ به عنوان منطقه حفاظت تندوره قرق گردید و در اسفند ماه سال ۱۳۴۸ به پارک وحش تندوره تغییرنام یافت. در خرداد ماه سال ۱۳۵۰ قسمتی از شرق (ناحیه مجاور گردنه الله‌اکبر) حذف و در بهمن ماه سال ۱۳۵۳ عنوان پارک ملی تندوره به منطقه داده شد.
پارک ملی تندوره از نظر تاریخی نیز حایز اهمیت بوده و در گذشته نه چندان دور راه ارتباطی درگز به قوچان از این منطقه می‌گذشته‌است.
در این منطقه بازمانده‌های سکونت در دورانهای گذشته به چشم می‌خورد که از آنجمله می‌توان به آثار باقی‌مانده از دژی قدیمی به نام قلعه رجبه اشاره نمود که بنا بر مشهور قدمت آن به قبل از اسلام بر می‌گردد.

## حیات وحش

### جانوران
از ۸ گونه گربه‌سان ایران ۵ گونه یعنی پلنگ ایرانی، گربه جنگلی، گربه دشتی، گربه پالاس و سیاه‌گوش اورآسیا در این منطقه زندگی می‌کنند. این منطقه بهترین زیستگاه پلنگ در ایران است به‌طوری‌که در سال ۱۳۷۰ تعداد ۱۳۴ قلاده پلنگ در آن دیده شد و جمعیت آن در سال ۱۳۸۷ نزدیک به ۶۰ قلاده برآورد می‌شود. طعمه اصلی پلنگ کل و بز است. از سمداران منطقه هم می‌توان به بز وحشی که گله‌های ۱۰۰–۱۵۰ رأسی آن در ارتفاعات منطقه دیده می‌شود و گوسفند وحشی که از گونه قوچ و میش اوریال و خالص‌ترین نژاد این گونه در ایران است، اشاره کرد. شمار قوچ و میش‌های پارک را در سال ۱۳۵۶ حدود ۶۰۰۰ رأس برآورد کرده‌اند و اکنون جمعیت گوسفندان وحشی پارک بالغ بر ۴۰۰۰ رأس است.
گراز از دیگر علف‌خوران پارک است که به تعداد زیاد در مناطق مختلف به‌ویژه شمال پارک زیست می‌کند. گرگ هم در قسمت‌های نسبتاً کم‌ارتفاع پارک و محدوده‌های مشرف بر روستاهای اطراف به صورت منفرد یا دسته‌های ۲ تا ۵ قلاده‌ای دیده می‌شود و در فصل زمستان بیشتر از قوچ و میش و کل و بز و در تابستان بیشتر از گله گوسفندان اهلی تغذیه می‌کند. روباه قرمز، شغال، سمور سنگی، کفتار، رودک و انواع جوندگان همچون خرگوش بی‌دم و تشی از دیگر پستانداران این منطقه‌اند.
پارک ملی تندوره از نظر تنوع گونه‌های پرندگان بسیار غنی است. پرندگان بیشتر در نواحی پست و حاشیه‌ای پارک و داخل دره‌ها و نزدیک به چشمه‌سارها دیده می‌شوند. کورکور، سارگپه پابلند، عقاب دشتی، عقاب شاهی، عقاب طلایی، کرکس، هما، لیل، کوکر، مرغ حق، شبگرد بلوچی، بادخورک معمولی، بادخورک کوهی، زنبورخور معمولی، هدهد، چکاوک طوقی، پپت خاکی و سنگ‌چشم دم‌سرخ گروهی از پرندگان مهاجر به پارک را تشکیل می‌دهند. تعدادی از گونه‌های مهم بومی منطقه عبارتند از؛ دلیجه، کبک، تیهو، قرقاول، بلدرچین معمولی، کبوتر چاهی، قمری، یاکریم، چکاوک شاخ‌دار، چکاوک آسمانی، دم‌جنبانک ابلق، قرقی، سسک، سار، زاغی، کلاغ گردن‌بور، کلاغ ابلق، الیکایی، توکای سیاه، زردپره کوهی، زردپره مزرعه، انواع جغد و سهره سینه‌سرخ.
خزندگان این پارک هم شامل ۹ گونه مار غیر سمی، ۴ گونه مار نیمه سمی، ۵ گونه مار سمی، ۶ گونه سوسمار و لاک‌پشت می‌شوند. کفچه مار، دال، و هما از گونه‌های در خطر انقراض تندوره محسوب می‌شوند.

## گیاهان
پوش گیاهی پارک نیز بسیار متنوع است و تاکنون ۳۷۳ گونه از ۶۰ تیره در این پارک شناسایی شده‌است. اورس، انجیر، بید، نسترن، گوجه وحشی، کرکو، درمنه، گون، کلاه میرحسن، باریجه، آنقوزه، کندل، زیره سیاه، کتان وحشی، آویشن، انواع گرامینه، آلبالوی وحشی، شیر خشت، زرشک، فلفل کوهی انواع گیاهان یکساله مرتعی و گیاهان با ارزش داروئی از مهم‌ترین گونه‌های گیاهی این پارک است.
درختی در گردنه های درگز به نام اورس وجود داردکه بیش از هفت صد سال سن دارد.

## نگارخانه

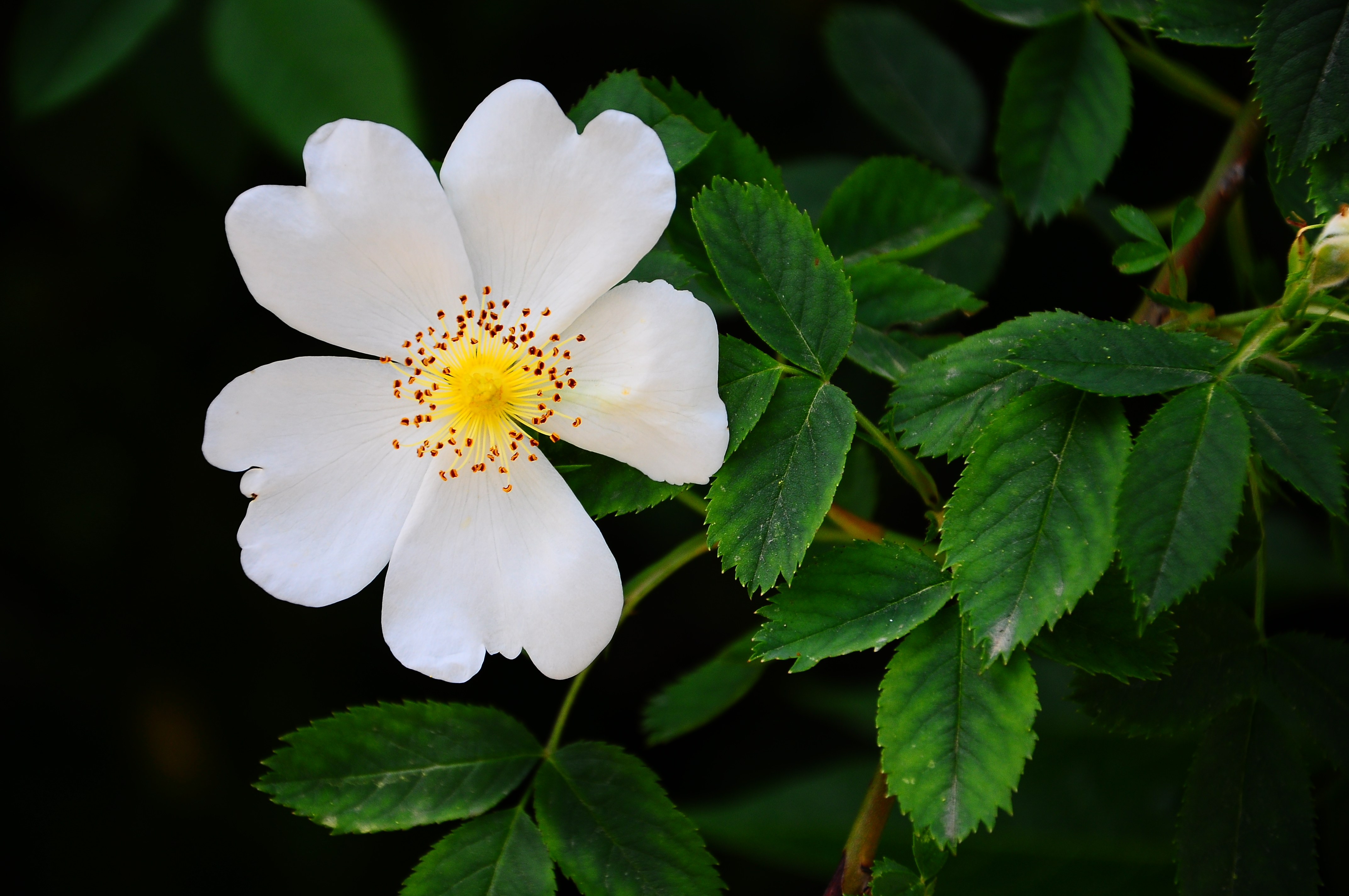
یک گل زیبا در پارک ملی تندوره
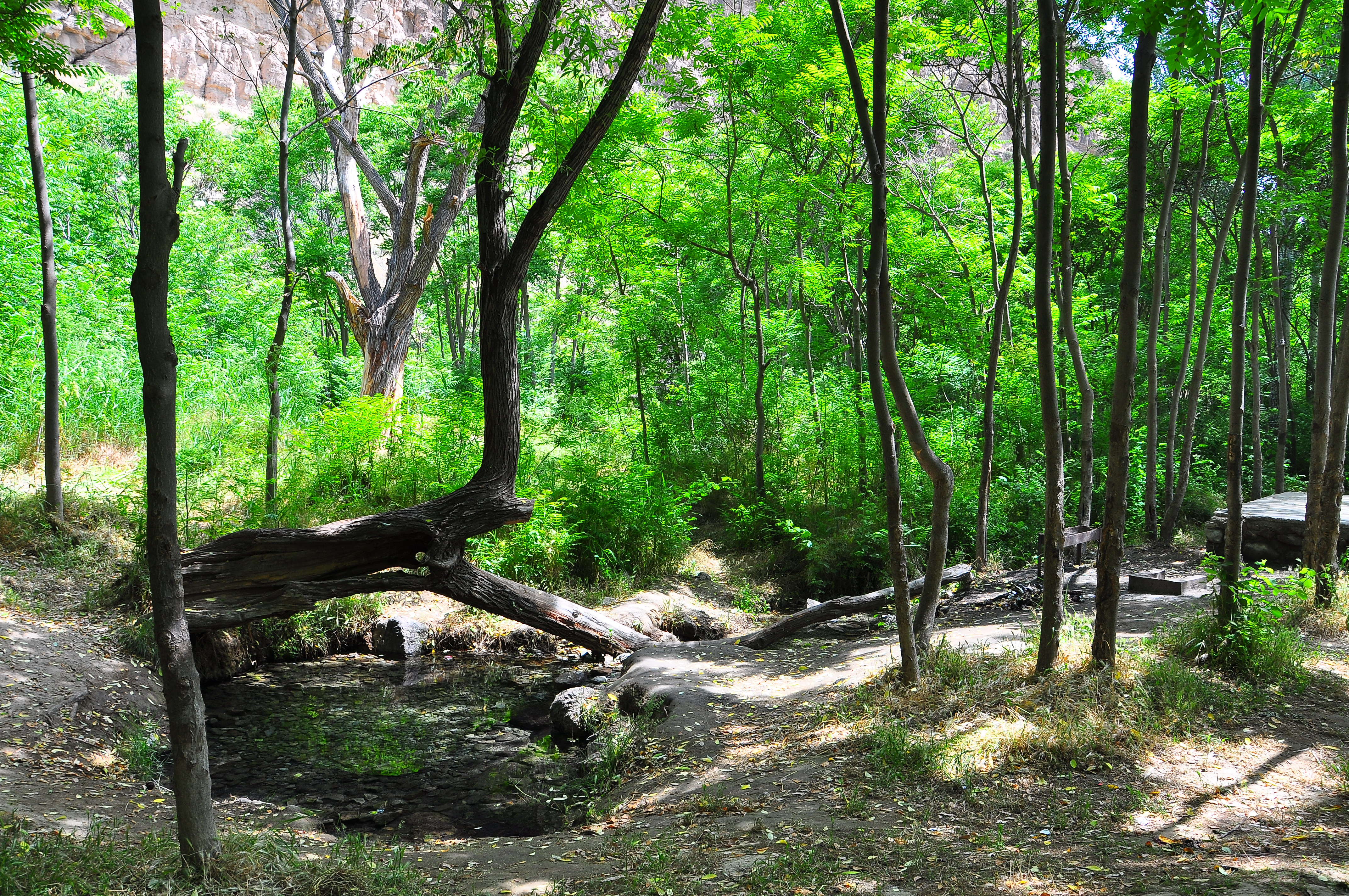
فضای استراحت و تفریح در تندوره
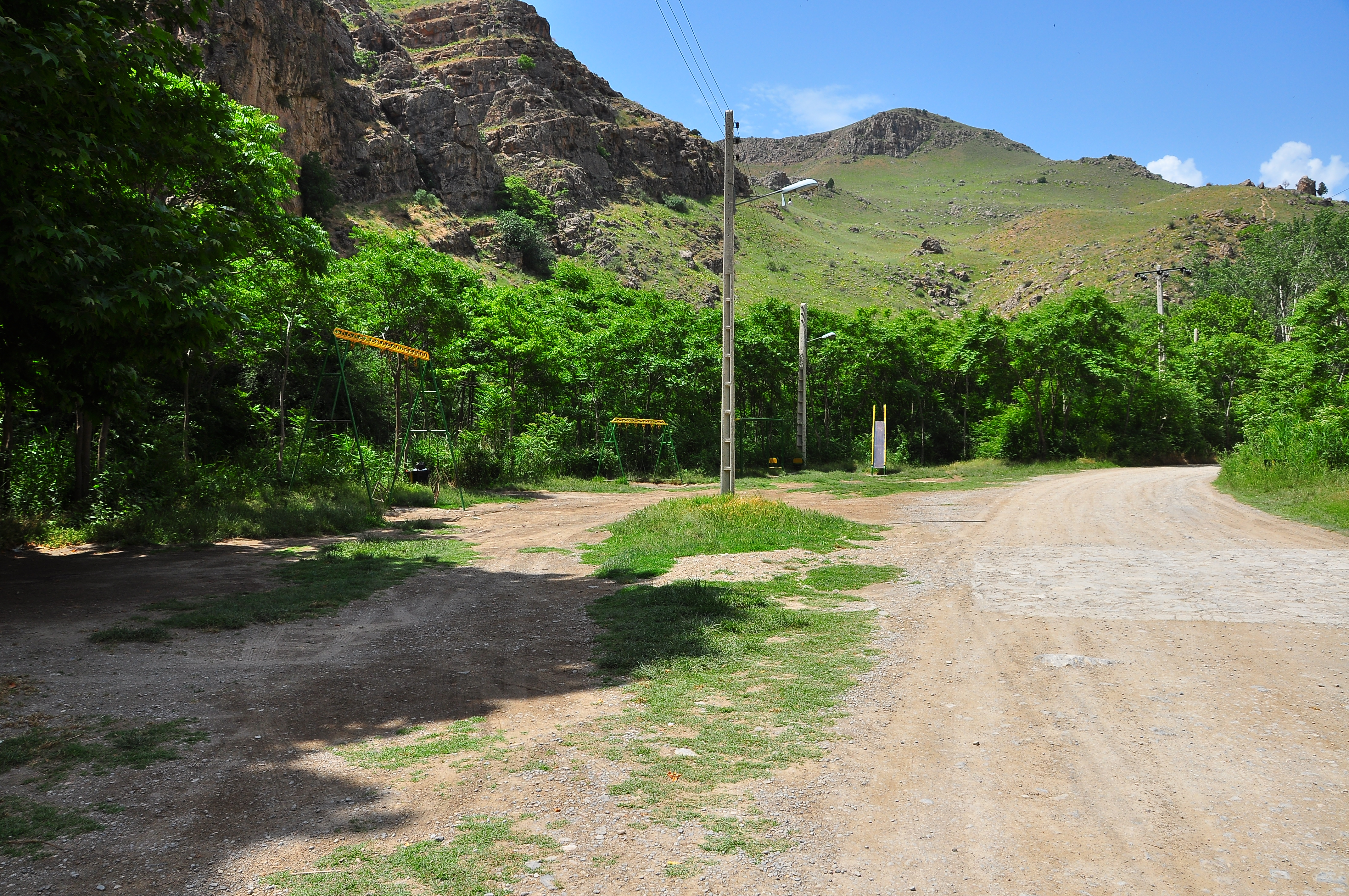
فضای باز پارک ملی تندوره